# Dan Slușanschi
Dan Slușanschi (n. 12 septembrie 1943, Sibiu – d. 22 iulie 2008, București) a fost unul dintre cei mai proeminenți clasiciști și filologi români, indoeuropenist, profesor doctor la Facultatea de Limbi și Literaturi Străine din cadrul Universității din București, traducător al lui Homer, membru al Uniunii Scriitorilor, autorul a 28 de manuale, studii, ediții critice, traduceri literare și de specialitate și a peste 50 de articole și 80 de recenzii științifice.

## Studii
Dan Slușanschi a absolvit în 1960 liceul „Ion Neculce” din București și apoi, în 1965, Facultatea de Filologie Clasică a Universității din București. A obținut titlul de doctor în filologie clasică și indo-europeană în 1972.

## Activitatea universitară
Dan Slușanschi a fost profesor la Universitatea din București, unde a ținut cursuri de sintaxă a limbii latine, lingvistică indo-europeană (limbă și mitologie), istoria literaturii sanscrite, veche persă (istorie, civilizație, limbă), istoria limbii latine,  sintaxă greacă, latină medievală și neolatină, critică de text și metrică antică. A fost profesor invitat la universitățile din: Bruxelles, Liège, Berlin, Caen (Franța), Chișinău, Cluj, Timișoara, Constanța și doctor honoris causa al Universității din Caen.

## Fondul „Dan Slușanschi”
Biblioteca personală a profesorului Dan Slușanschi, cât și fondul de carte și arhivă se află, prin voință testamentară, în custodia Colegiului „Noua Europă” din București.

## Școala de limbi clasice „Dan Slușanschi”
La Sibiu, în cadrul Universității „Lucian Blaga”, activează o școală de limbi clasice și orientale care se numește Dan Slusanschi School for Classical and Oriental Languages. Această școală a fost înființată de Antoaneta Sabău și Florin George Călian.

## Drepturile de autor
În urma unor articole publicate de Andrei Pleșu și Florin George Călian în noiembrie, 2015, Academia Română și Eugen Simion (prin Fundația Națională pentru Știință și Artă și Institutul de Istorie și Teorie Literară „G. Călinescu”) au fost acuzați de editarea unui text latin stabilit de Dan Slușanschi, fără a se menționa contribuția acestuia în pagina de titlu și în descrierea CIP. Volumul incriminat este Dimitrie Cantemir, Istoria măririi si decăderii Curții othmane (Incrementorum et decrementorum aulae othman[n]icae sive aliothman[n]icae historiae), Academia Română, 2015. Unul dintre editorii textului latinesc, Octavian Gordon, a publicat o dezmințire, în care afirmă că "se impune ca firească topirea tirajului existent și refacerea lui".. De asemenea, Andrei Pleșu ridică semne de întrebare și asupra traducerii făcute de Ioana Costa, afirmând că traducerea Academiei seamănă în anumite locuri cu cea făcută de Dan Slușanschi. Ca urmare a acestor acuze, a apărut în presă răspunsul Ioanei Costa, Academia Română nepublicând nimic oficial. Traducătoarea afirmă că "diferențele dintre două traduceri – o știe bine oricine a tradus ori măcar a fost interesat de această realitate – nu se văd pe frînturi de frază, care nu pot să nu aibă același conținut (exprimat însă cu alte cuvinte ori cu alte nuanțe)".

## Opera

### Ediții de text
- Textele latine din anexa la L. Protopopescu, Contributii la istoria învatamîntului în Transilvania, Craiova, 1966.
- D. Cantemir, Historia Moldo-Vlachica and De antiquis et hodiernis Moldaviae nominibus (în  Opere Complete, IX, 1), Bucuresti, Editura Academiei, 1983.
- D. Cantemir, Encomia in authorem, în V. Candea (ed.), Sistima religiei muhammedane, Bucuresti, Editura Academiei, 1987 (Opere Complete, VIII, 2).
- D. Cantemir, Vita Constantini Cantemyrii, Moldaviae Principis, Bucuresti, Editura Academiei,   1996 (Opere Complete, VI, 1 - cu A. Pippidi si I. Campeanu).
- Virgil, Aeneis, Bucuresti, Paideia, 2000, 2 vols. (I. Editie critica)
- D. Cantemir, Incrementorum & Decrementorum Aulae Othmanicae libri III,  editia critica princeps, Amarcord, 2001.
- D. Cantemir, Descriptio Moldaviae, editia critica princeps, Bucuresti, Anastasia, 2005.
- D. Cantemir, Sacro-Sanctae Scientiae Indepingibilis Imago, editie critica, Bucuresti, EUB, 2005.

### Traduceri
- Dimitrie Cantemir, De antiquis et hodiernis Moldaviae nominibus; Historia Moldo-Vlachica Opere complete, Vol.IX, Partea I: De antiquis et hodiernis. Moldaviae nominibus, Prefața de Virgil Cândea. Ediție critică, traducere, introducere, note și indici de Dan Slușanschi, Editura Academiei, București, 1983.[13]
- E. Benveniste, Vocabularul institutiilor indo-europene, Bucuresti, Paideia, 1999, I; 2005, I-II.
- Eneida de Publius Vergilius Maro, Editura Paideia, București, 2000 [14]
- Homer, Iliada, traducere de Dan Slușanschi, ilustrații de Mihail Coșulețu, Editura Humanitas, București, 2012, ISBN 978-973-50-3702-4
- Homer, Odysseia, tradusă în hexametri de Dan Slușanschi și ilustrată de Alexandru Rădvan, Editura Humanitas, București, 2012, ISBN 978-973-50-3701-7.
- Dimitrie Cantemir, Istoria cresterilor si descresterilor Curtii Otomane, prima traducere româneasca, Editura Paidea, 2008, 2010, 2012.

### Îngrijitor de volume
- Zamolxis sau mitul dacic în istoria și legendele spaniole, Editura Meridiane, București, 1985, editor, prefațator și îngrijitor Dan Slușanschi, cu o evocare de Eugenio Battisti

## Premii
- 1984 – Premiul „Perpessicius” pentru ediția critică a operei lui Dimitrie Cantemir, Historia Moldo-Vlachica, București, Editura Academiei, 1983
- 1985 – Premiul „Timotei Cipariu” al Academiei (1985) pentru ediția critică a operei lui Dimitrie Cantemir, Historia Moldo-Vlachica, București, Editura Academiei, 1983
- 1994 – Premiul Târgului Național al Cărții pentru traducerea comentată a lucrării lui Georges Dumézil, Mit și epopee, București, Editura Științifică, 1983 (cu Francisca Băltăceanu și Gabriela Creția).
- 2007 – Premiul Special al Uniunii Scriitorilor pentru ediția critică a lucrării Descriptio Antiqui Et Hodierni Status Moldaviae / Descrierea stării de odinioară și de astăzi a Moldovei, de Dimitrie Cantemir, apărută la Editura Institutului Cultural Român în 2006 [3]